# 約瑟夫維爾 (密蘇里州)
約瑟夫維爾（英語：Josephville）是位於美國密蘇里州聖查爾斯縣的村。

## 人口
根據2020年美國人口普查的數據，約瑟夫維爾的面積為7.38平方千米，皆為陸地。當地共有人口512人，而人口密度為每平方千米69人。